# جيمس تاونلي
كان القس جيمس تاونلي (5 يوليو 1778م - 6 مايو 1714م) كاتب مسرحي إنجليزي، وهو الابن الثاني لتشارلز تاونلي، الذي كان تاجرًا.

## النشأة والحياة الشخصية
ولدَ جيمس تاونلي في عام 1714م، ورُبما في تاونهيل، في لندن، وهوالابن الثاني لتشارلز تاونلي، من كلافام، ساري وسارة وايلد. تَوفَّت والدته في وقتٍ قريبٍ من ولادته. وكان شقيقه الأكبر -تشارلز تاونلي- ضابط أسلحة السير .